# Wąwóz Kaudyński
Wąwóz Kaudyński – wąwóz w środkowej Italii, o nie do końca poznanej lokalizacji, miejsce bitwy Rzymian z Samnitami. Rzymianie w liczbie ok. 50 000 młodych żołnierzy zostali zamknięci w wąwozie i w wyniku głodu zmuszeni do uznania warunków podyktowanych przez wodza Samnitów, Poncjusza. Poncjusz kazał Rzymianom oddać broń, pieniądze, zajęte tereny oraz nakazał im w jednej szacie przejść pod jarzmem, co było dla Rzymian karą większą niż śmierć.
Lokalizacja wąwozu nie jest pewna. Jego nazwa pochodzi od Caudium, które identyfikuje się z miastem Montesarchio. Obecnie przyjmuje się, że Wąwozem Kaudyńskim jest dolina pomiędzy miejscowościami Santa Maria a Vico i Arpaia, którą w późniejszym okresie wytyczono fragment Via Appia. Hipotezę tę potwierdza istnienie tu do średniowiecza miejscowości Forchia, której nazwa wywodzi się od łacińskiego słowa furculae oznaczającego ciasne przejście, wąwóz.